# Mirin (Reiswein)

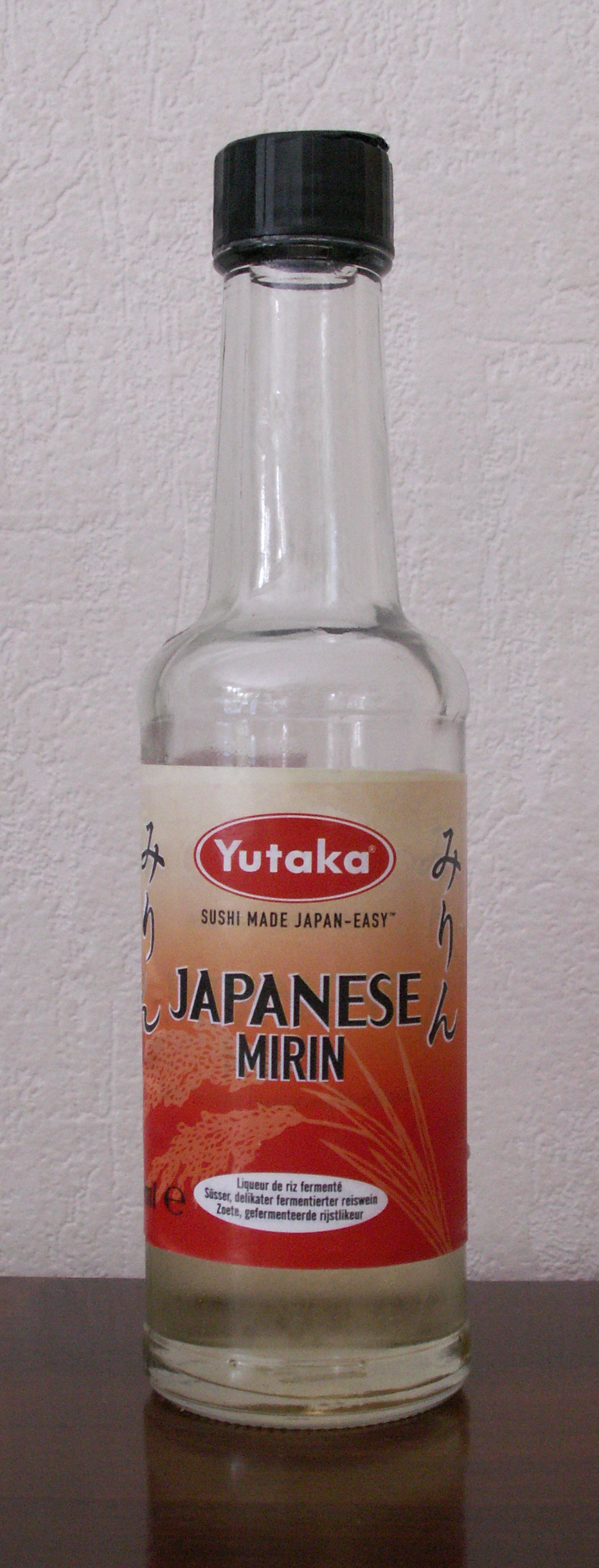
Eine Flasche Japanischer Mirin

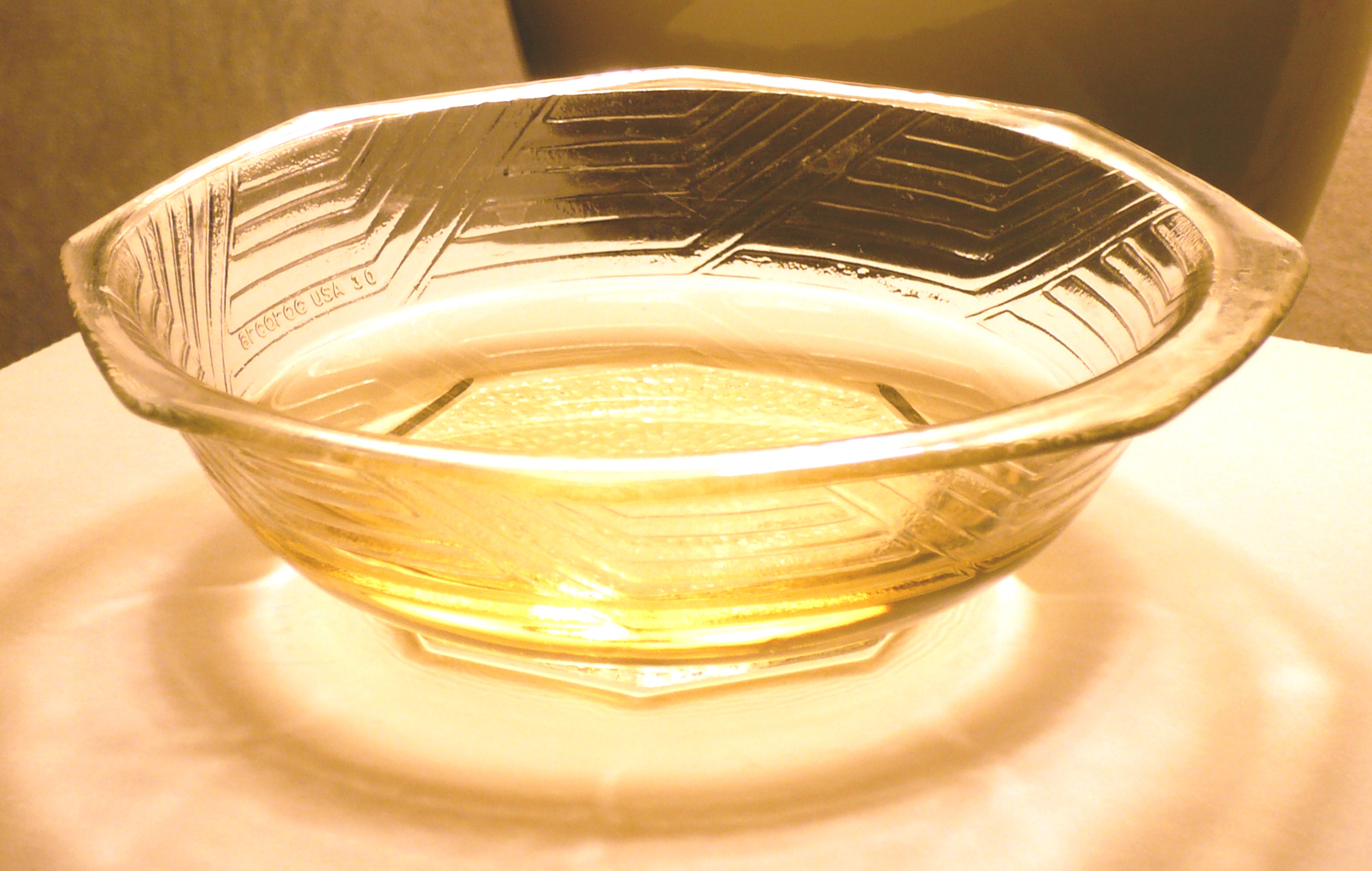
Mirin als Zutat in einer Schale

Mirin (jap. みりん, seltener in Kanji: 味醂, 味淋 oder 味霖) ist ein süßer Reiswein der japanischen Küche. Er wird aus Wasser, mit Kōji geimpftem Klebreis und Shōchū hergestellt. Der Alkoholgehalt von echtem Mirin beträgt ca. 14 Volumenprozent.
Mirin dient neben seiner Funktion als Süßungsmittel vor allem dazu, Speisen Glanz zu verleihen. Er ist zusammen mit Sojasauce (Shoyu) Hauptbestandteil der Teriyaki-Sauce. Er dient hauptsächlich zum Kochen, nur Mirin von wenigen Qualitätsproduzenten auch manchmal als Getränk. Diese haben aber etwas weniger Süße und einen höheren Alkoholgehalt.
Der Reiswein findet auch in der koreanischen Küche Verwendung und ist dort als Mirim (kor. 미림, Hanja 味醂) bekannt.

## Mirin-Arten
Es gibt drei Arten von Mirin: Natürlicher echter Mirin (hon mirin 本味醂), Würzmittel nach Mirin-Art (Mirin Fû Chômiryô 味醂風調味料) und Fermentiertes Würzmittel Mirin-Typ (hakkô chômiryô mirin taipu 発酵調味料 味醂タイプ).

### Echter Mirin
Echter Mirin (hon mirin) enthält 14 % Vol. Alkohol. Ähnlich wie Portwein wird die durch Klebreis, Wasser und Kôji geschaffene zuckrige Lösung durch Zusatz von Alkohol an der vollständigen Vergärung gehindert.

### Würzmittel nach Mirin-Art
Preiswerter Mirin-Ersatz (Mirin Fû Chômiryô) kann verschiedene Zuckerarten, Salz, Geschmacksstoffe und Säuerungsmittel enthalten. Der Alkoholgehalt beträgt 1 %, deswegen gilt diese Art von Mirin in Japan rechtlich nicht als alkoholisches Getränk.

### Fermentiertes Würzmittel Mirin-Typ
Fermentiertes Würzmittel Mirin-Typ (hakkô chômiryô mirin taipu) kann verschiedene Zuckerarten enthalten. Wichtig ist der Salzgehalt von 2 %, der das Würzmittel als Getränk disqualifiziert und steuerrechtlich vergünstigt. Der Alkoholgehalt beträgt bis zu 14 %. Wegen des Salzgehalts wird es auch umgangssprachlich als (shio mirin 塩味醂) bezeichnet.